# Bando de Tangarás
Bando de Tangarás est un ensemble vocal et instrumental organisé à Rio de Janeiro en 1929. Ses membres sont Almirante (tambourin et chant), Braguinha (guitare et chant), Henrique Brito (guitare), Noel Rosa (guitare) et Alvinho (guitare et chant).

## Histoire

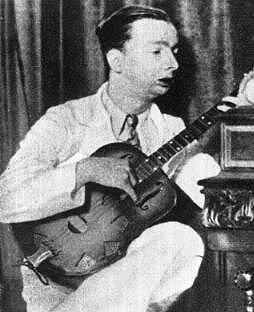
Noel Rosa (date indeterminée).

À la suite d'une dissidence du groupe Flor do Tempo, formé vers 1925 par des étudiants du collège baptiste de Tijuca pour donner des spectacles amateurs et participer à des festivals, le groupe Bando de Tangarás est créé en 1929. Il tire son nom d'une légende de la côte du Paraná, la « danse des tangarás » qui raconte l'histoire d'un groupe d'oiseaux (les tangarás) qui se réunissent pour danser et chanter joyeusement. Il est formé par Henrique Fóreis Domingues, dit Almirante, au tambourin et au chant ; Carlos Alberto Ferreira Braga, dit Braguinha, à la guitare et au chant ; Henrique Brito, à la guitare ; Álvaro de Miranda Ribeiro, dit Alvinho, à la guitare et enfin, Noel Rosa, à la guitare, le dernier à avoir rejoint le groupe. Le groupe cache les noms de ses membres derrière des noms d'oiseaux, d'où « João de Barro » pour Braguinha.
Tandis que trois d'entre eux, Almirante, Braguinha et Noel Rosa, vont faire partie des musiciens les plus importants de la musique populaire brésilienne, aucun membre du groupe ne reçoit d'argent pour ses prestations et n'acceptent que des parts des bénéfices éventuels de la vente des disques qu'ils enregistrent.
La samba Na Pavuna d'Almirante (1929), interprétée par le Bando de Tangarás, est la première à être enregistrée en studio avec les percussions qui caractériseront désormais le genre — tamborim, surdo, pandeiro, ganzá, cuíca, entre autres — et constitue pour cela un jalon dans l'histoire de la musique populaire brésilienne,.

Ils sont d'abord inspirés par les groupes du Nord-Est comme Turunas da Mauriceia (pt) et chantent des chansons inspirées du nord-est. En 1929, ils se produisent pour la première fois lors de la « Noite Regional Brasileira » (Nuit régionale brésilienne) à Tijuca, où ils chantent l'embolada Galo Garnizé et la cateretê Anedotas d'Almirante ; la chanson Pra vancê, de Braguinha ; la samba Minha viola, de Noel Rosa et Ao cair dos galhos, d'Henrique Brito. Le groupe enregistre la même année son premier album chez Odeon, puis enchaîne avec deux albums chez Parlophone.
À partir de 1931, les artistes du groupe enregistrent de nombreuses chansons avec Victor. En quatre ans, le groupe a enregistré 34 disques avec 63 chansons sur les labels Odeon, Victor et Parlophon.